# Vojak
Vojak (1401 m n. m.) je hora v pohoří Učka v severozápadní části Chorvatska. Nachází se na hranici mezi opčinami Lovran a Opatija v Přímořsko-gorskokotarské župě. Leží v hřebeni mezi vrcholy Plas (1285 m) na severu a Suhi Vrh (1333 m) na jihovýchodě. Na severní straně stojí pod vrcholem zdaleka viditelný vysílač. Na vrcholu stojí kamenná rozhledna, kterou zde v roce 1911 vybudoval Rakouský turistický klub. Vojak je nejvyšší horou celého pohoří.
Na vrchol lze vystoupit po značených turistických trasách z několika směrů, například z osady Vela Učka.

## Reference

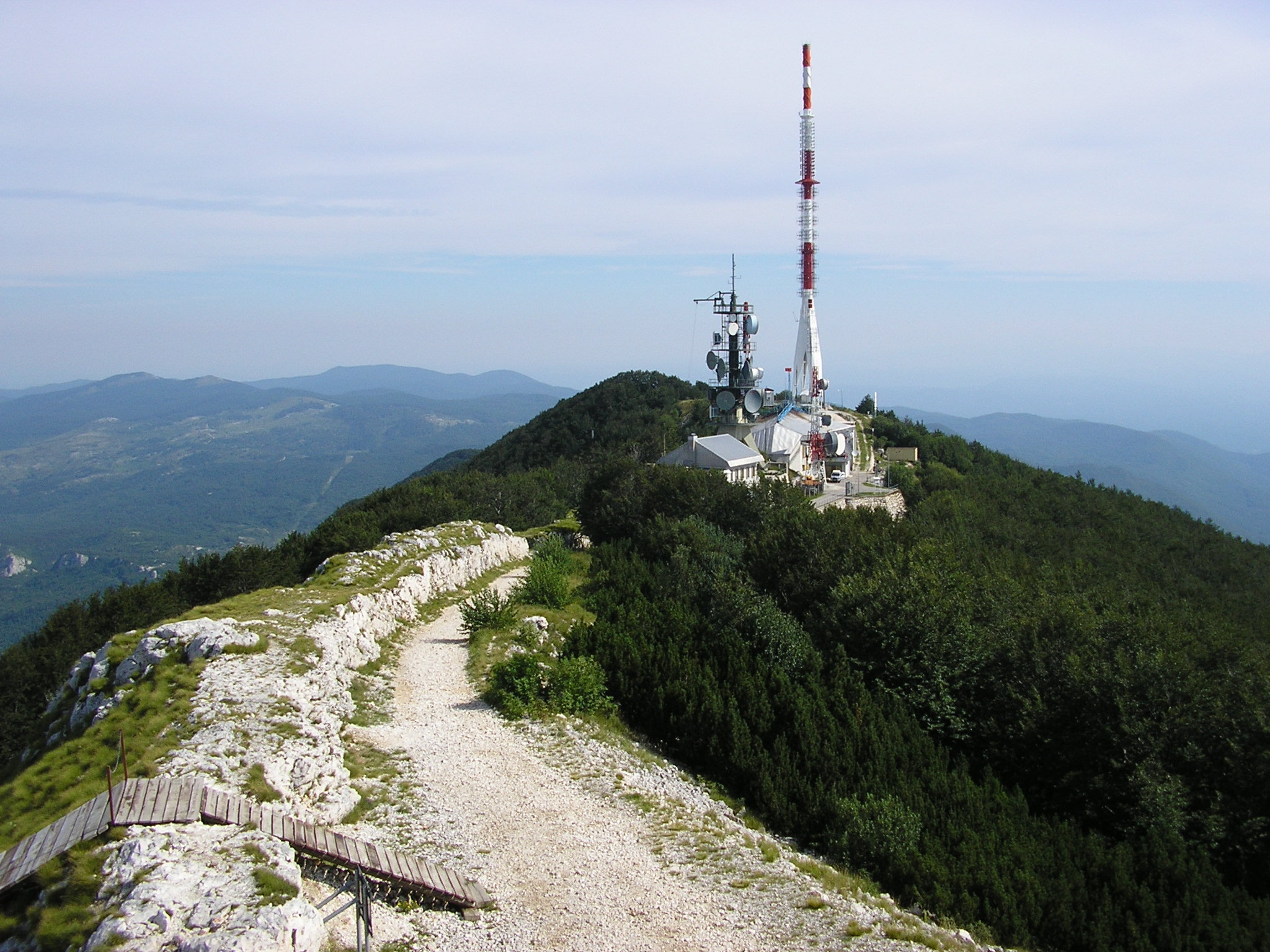
Vysílač kousek pod vrcholem